# Río Demianka
El río Demianka (en ruso Демья´нка) es un largo río ruso de la Siberia Occidental, un afluente de la margen derecha del río Irtysh, en su curso bajo. Tiene una longitud de 1.160 km y drena una cuenca de 34.800 km² (mayor en extensión que países como Moldavia o Bélgica).
Administrativamente, el río discurre por el óblast de Omsk y el óblast de Tiumén de la Federación Rusa.

## Geografía
El río Demianka nace en la región de los pantanos de Vasiugán, al noreste del óblast de Omsk. Discurre en casi todo su curso por una zona casi totalmente llana, pantanosa y cubierta por la taiga, con una orientación media Este-Noreste, sin atravesar ningún centro urbanos de importancia. 
Desagua en el río Irtysh cerca de la ciudad homónima de Demianskoe. 
Sus principales afluentes son, por la derecha, el río Keum (354 km), y, por la izquierda, los ríos Tegus e Imgyt. 
Al igual que todos los ríos siberianos, sufre largos períodos de heladas (seis meses al año, desde finales de octubre-noviembre hasta finales de abril-principios de mayo) y amplias extensiones de suelo permanecen permanentemente congeladas en profundidad (permafrost). Al llegar la época del deshielo, inunda amplias zonas que convierte en terrenos pantanosos.